# 鰭ヶ崎駅

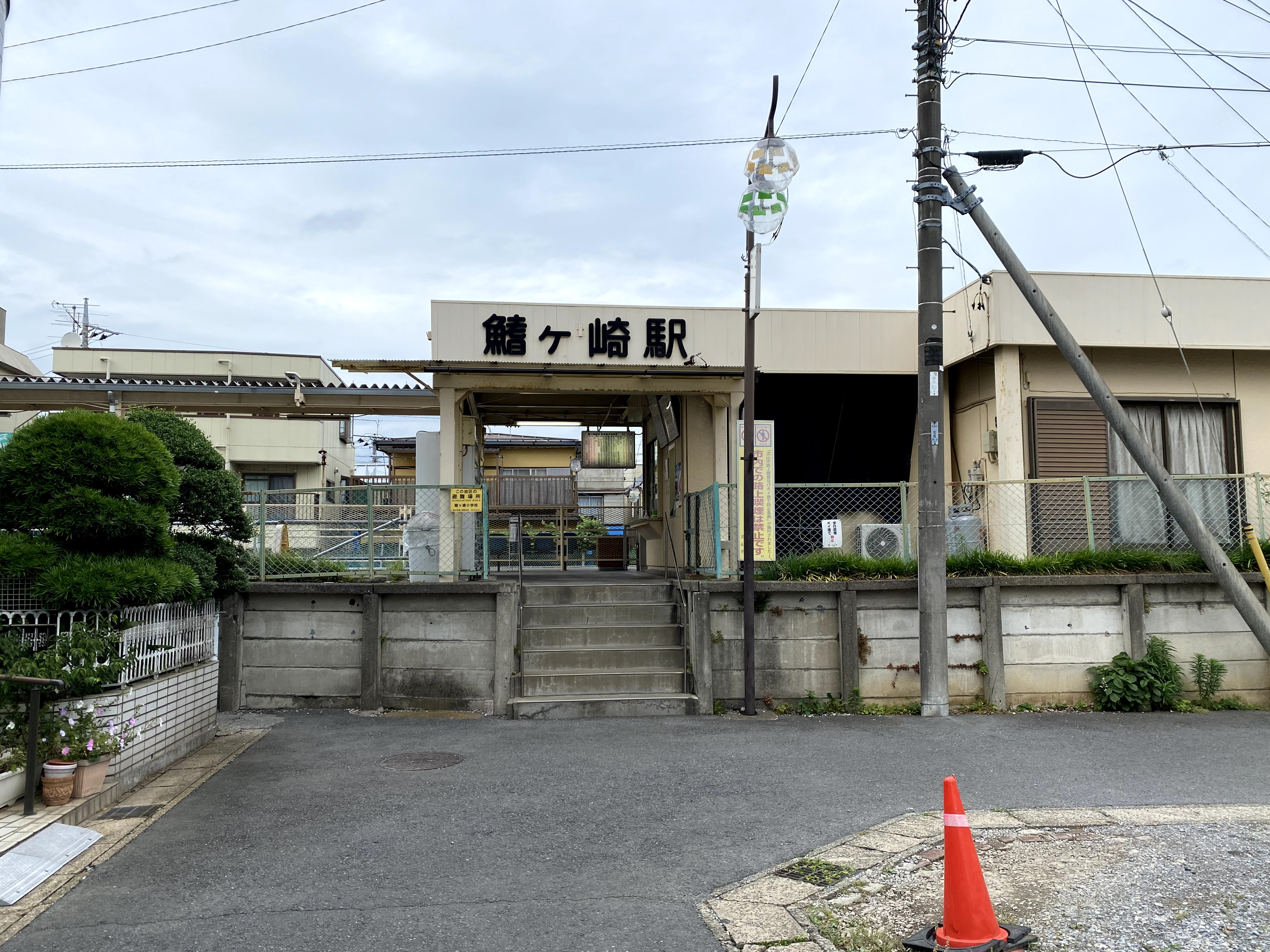
南西側出入口（2021年6月）

鰭ヶ崎駅（ひれがさきえき）は、千葉県流山市大字鰭ケ崎字宮ノ後にある、流鉄流山線の駅である。駅番号はRN4。

## 歴史

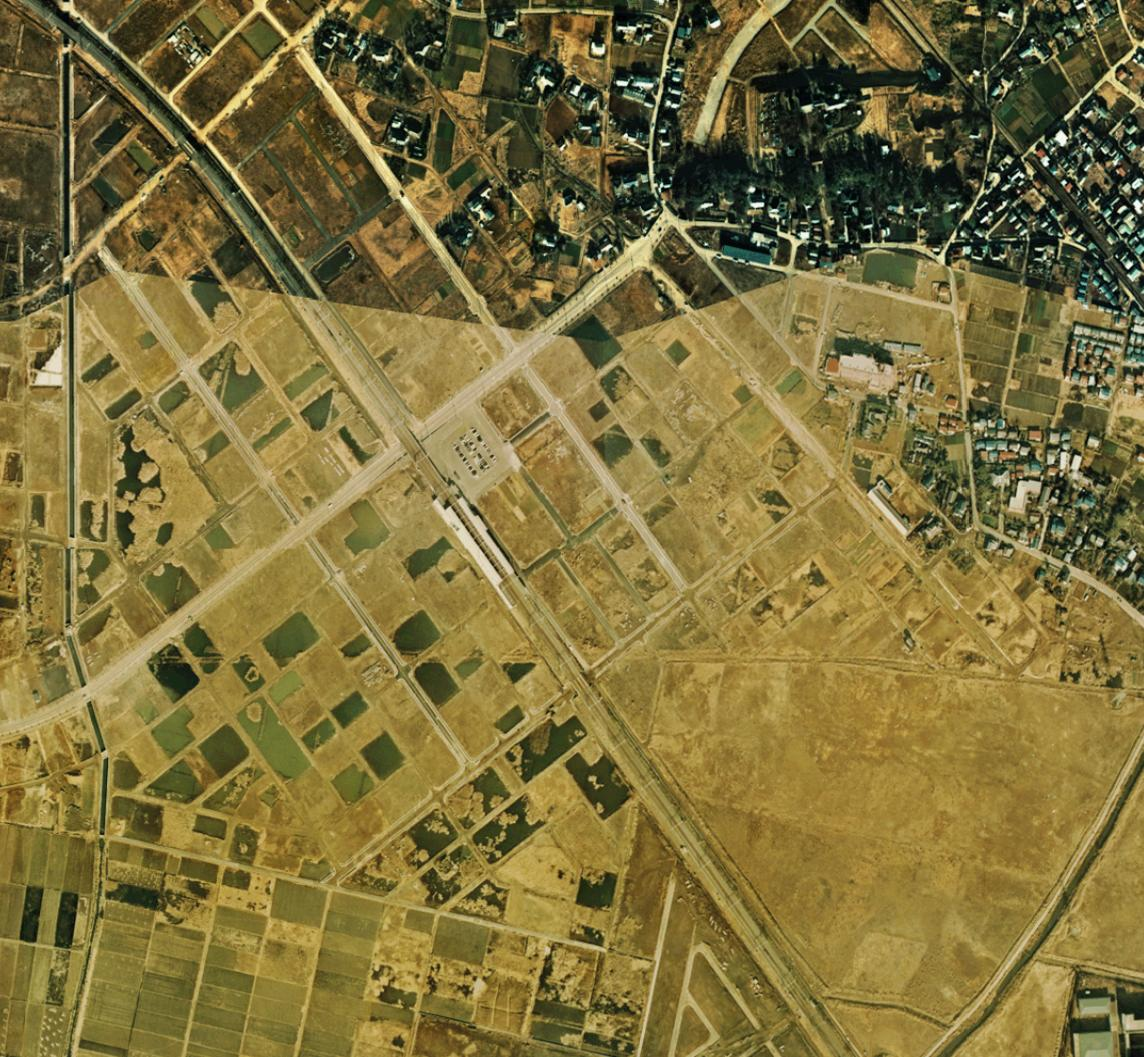
1974年の鰭ヶ崎駅（右上）と国鉄南流山駅（中央）※1974年撮影、

当駅は、その名前の由来が9世紀（平安時代）の伝説にまで遡る「鰭ケ崎」集落内に位置する。1980年頃まではこの付近一帯において唯一民家の集まる立地であった。
- 1916年（大正5年）3月14日 - 開業[3]。
- 2007年（平成19年）11月30日 - 駅構内にあった売店が廃業。
- 2014年（平成26年） - 鰭ヶ崎団地内にあった「鰭ヶ崎駅入口バス停留所」（東武バスイースト西柏09番系統）が廃止。

## 駅構造
単式1面1線単式ホームを持つ地上駅である。ホームと駅舎は線路の西側に設置されている。駅舎には改札口（集札のみ実施）・出札口・自動券売機が設置され、駅出入口は駅舎の北西側と南側の2箇所あり、北西側出入口はスロープとなっていて小さな駅前広場があり、南流山・鰭ヶ崎団地方面につながる道路に接続している。

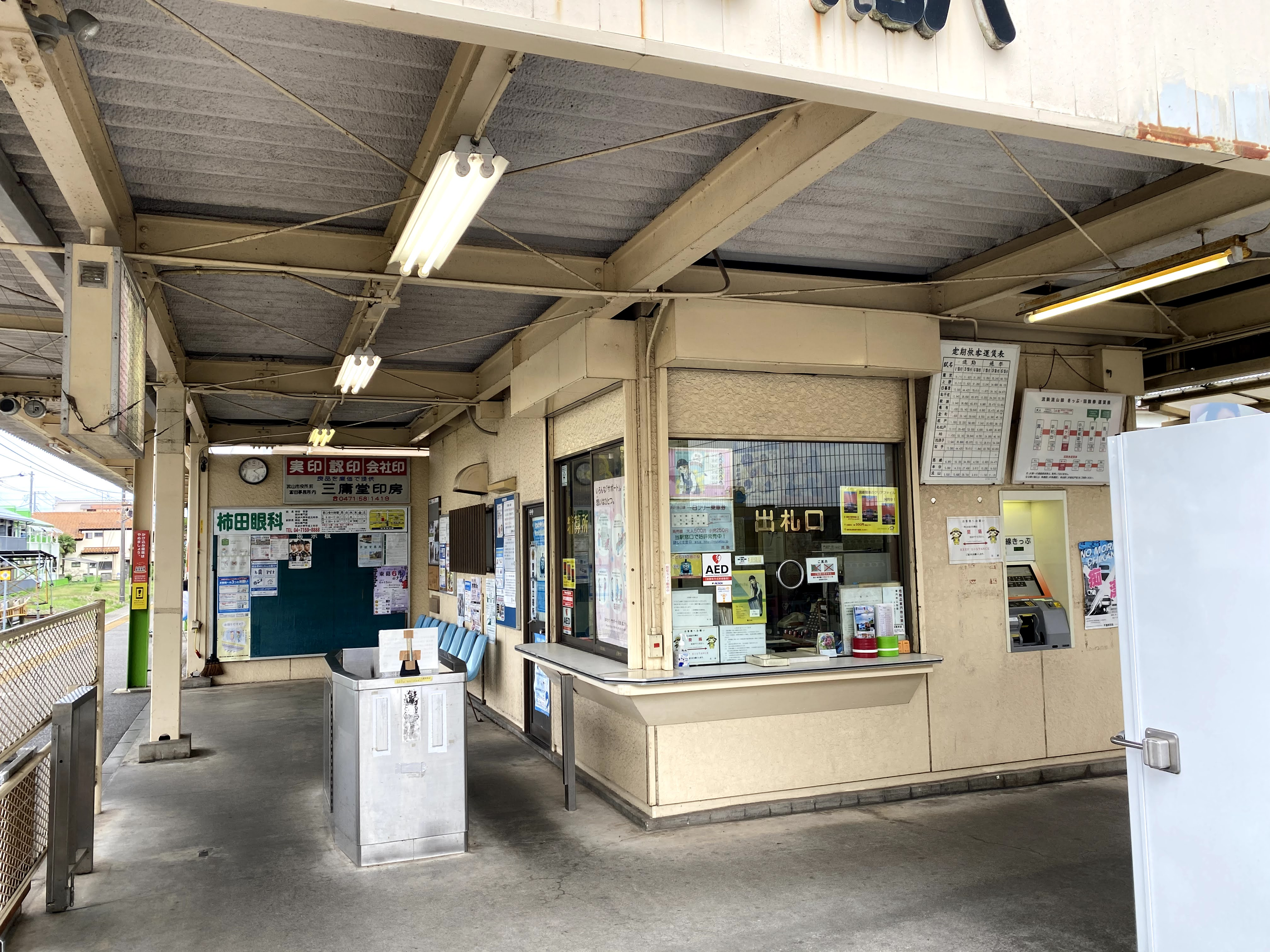
出入場口（集札のみ実施）と出札口（2021年6月）
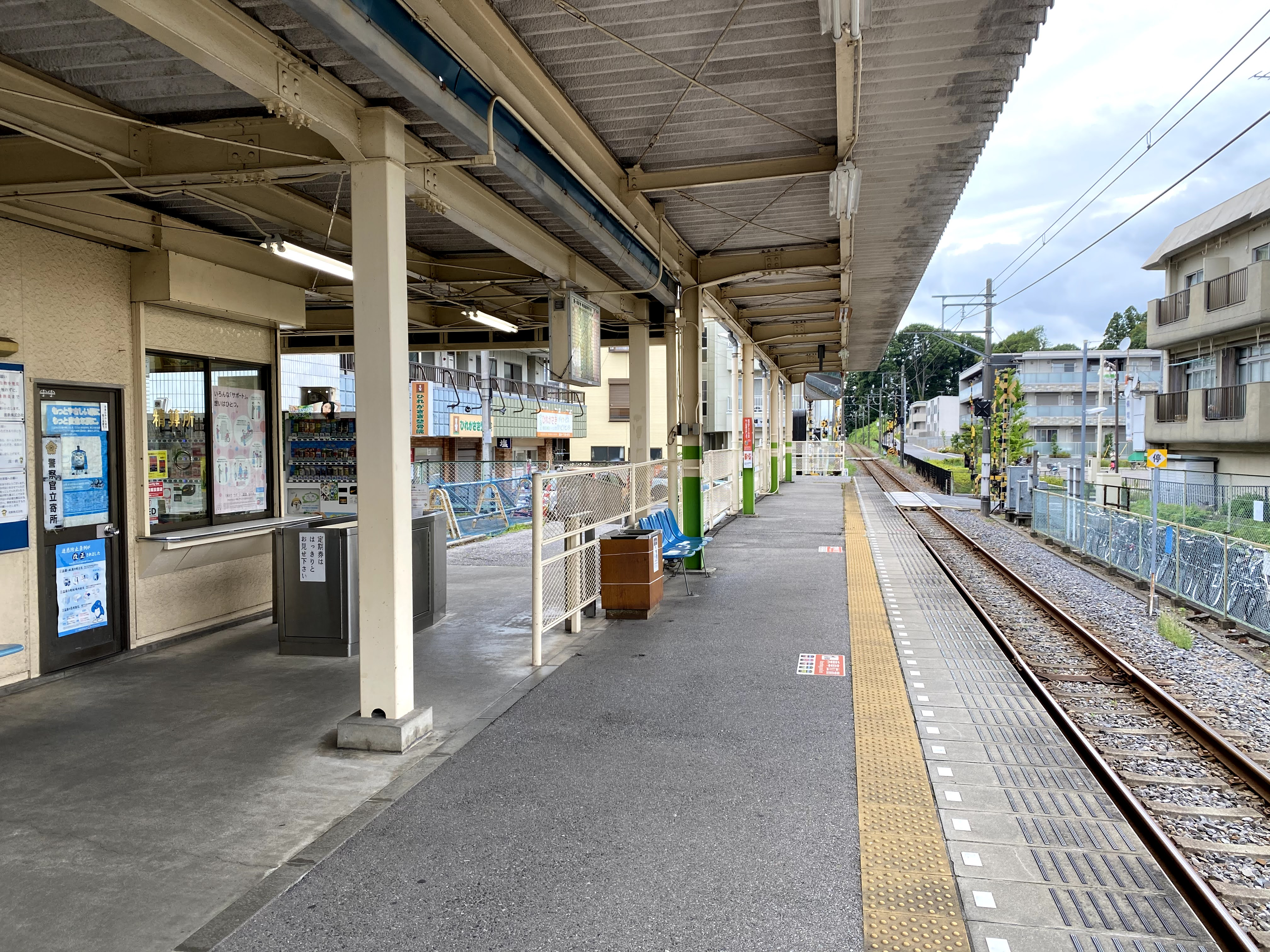
駅ホームより流山方面（2021年6月）
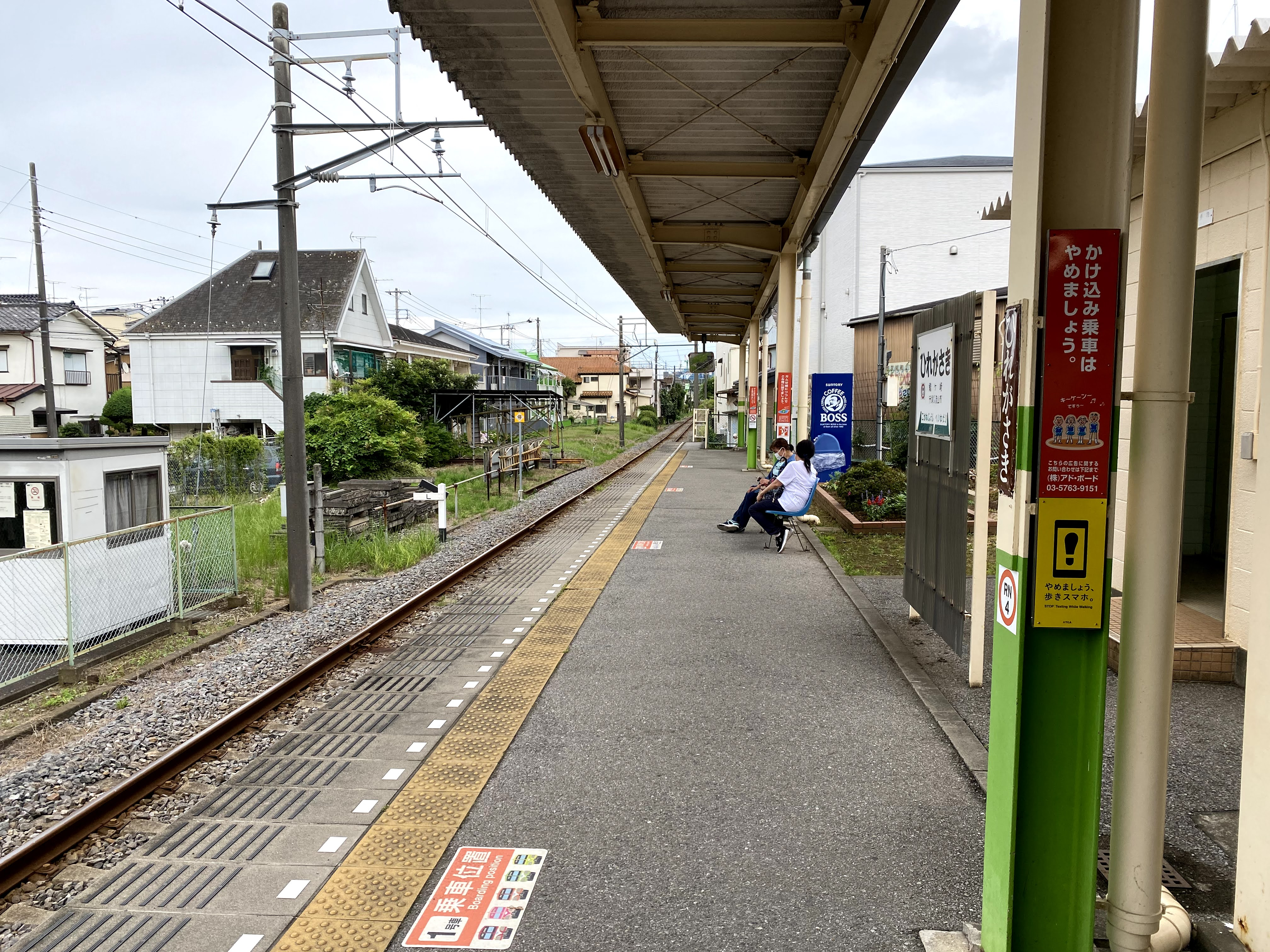
駅ホームより馬橋方面（2021年6月）

## 利用状況
2020年（令和元年）度の一日平均乗車人員は470人である。
- 流鉄6駅中最下位。周辺団地の初期入居世代（1970年代、後述）の高齢化[5]及び近隣路線への移乗から、1992年をピークとして長期低落傾向にあり、2007年にそれまで最下位であった小金城趾駅を下回った。
- 1975年4月駅付近に流山市立鰭ヶ崎小学校が開校するまでは小学生の通学利用もあった。1969年時点で現在の一日平均乗車人員の約半数にもなる約400名[6]（定員は2両編成で280名程度）が通学利用していて非常に混雑し、時差通学が実施されていたほどである。
- 南西約0.9キロメートル（km）の場所に国鉄の南流山駅が開業したのは1973年4月1日、首都圏新都市鉄道つくばエクスプレス開業・同駅乗り入れは2005年8月24日である。同駅各線への移乗があると見られている。詳しくは流鉄流山線の項目を参照。

近年の1日平均乗車人員は下記の通り。
| 乗車人員推移 | 乗車人員推移     | 乗車人員推移             |
| 年度         | 1日平均 乗車人員 | 備考                     |
| ------------ | ---------------- | ------------------------ |
| 1990年       | 2,132            |                          |
| 1991年       | 2,113            |                          |
| 1992年       | 2,145            |                          |
| 1993年       | 2,130            |                          |
| 1994年       | 2,031            |                          |
| 1995年       | 1,998            |                          |
| 1996年       | 1,898            |                          |
| 1997年       | 1,793            |                          |
| 1998年       | 1,715            |                          |
| 1999年       | 1,630            |                          |
| 2000年       | 1,563            |                          |
| 2001年       | 1,511            |                          |
| 2002年       | 1,437            |                          |
| 2003年       | 1,466            |                          |
| 2004年       | 1,351            |                          |
| 2005年       | 1,149            | TX開業                   |
| 2006年       | 934              |                          |
| 2007年       | 845              | 売店閉鎖                 |
| 2008年       | 813              |                          |
| 2009年       | 713              |                          |
| 2010年       | 694              | ワンマン化               |
| 2011年       | 660              |                          |
| 2012年       | 654              |                          |
| 2013年       | 671              |                          |
| 2014年       | 648              |                          |
| 2015年       | 630              |                          |
| 2016年       | 606              |                          |
| 2017年       | 599              |                          |
| 2018年       | 597              |                          |
| 2019年       | 596              |                          |
| 2020年       | 470              | 新型コロナウイルス感染症 |

## 駅周辺

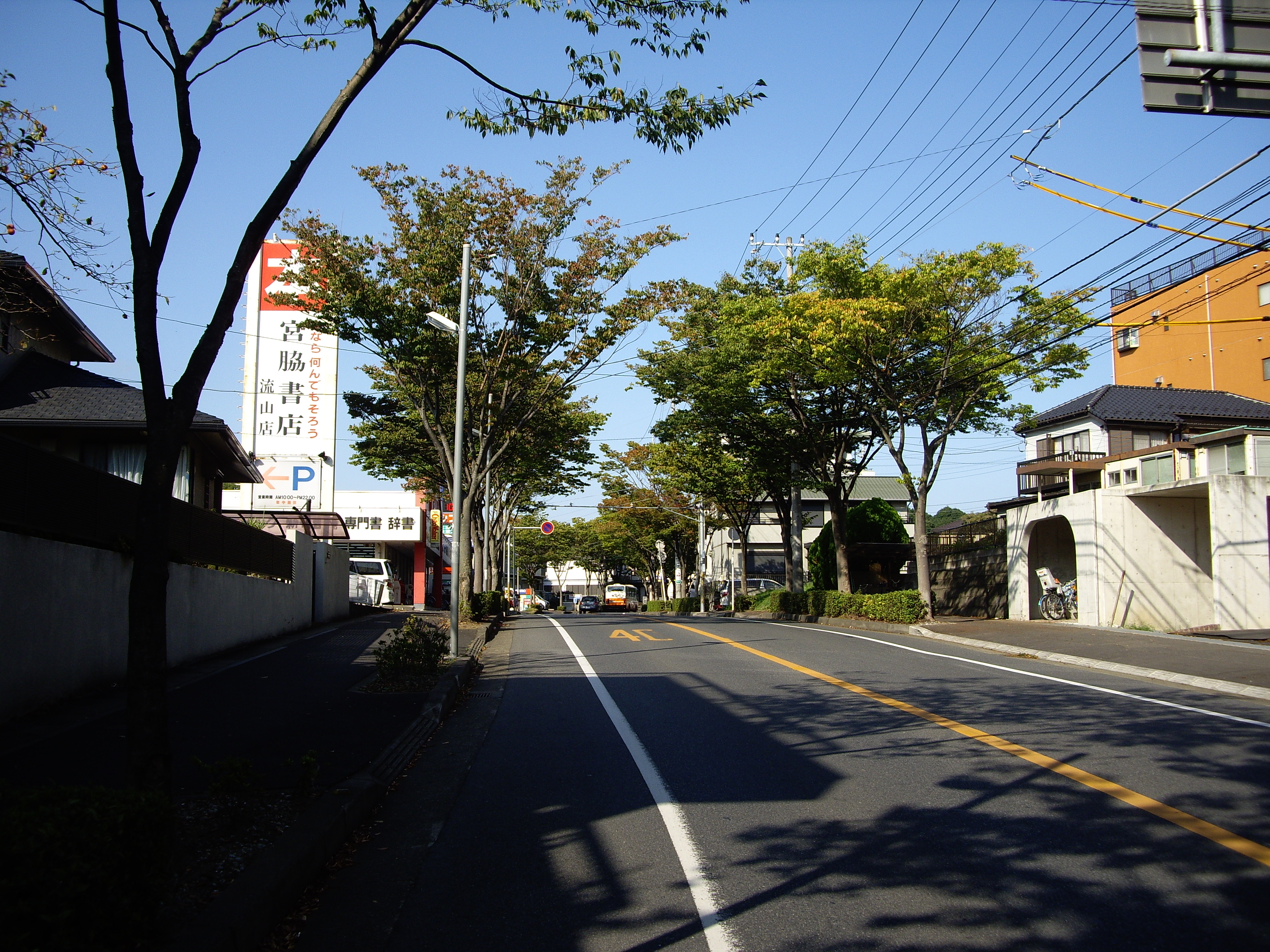
大字鰭ケ崎字塚ノ腰台周辺

古代から人の住んだ地域でもあり、埋蔵文化財も多い。南側では千葉県道280号白井流山線が走り、駅と小規模飲食店や商店が隣り合っている一方、北側には商店のほか農地や森林などもある。北西側も古くからの農地や森林が広がる地区が残っていたが、一部区域が西平井・鰭ケ崎地区土地区画整理事業ならびに運動公園周辺地区土地区画整理事業区域となっている。これに伴い、鰭ヶ崎三本松古墳や思井の森などの貴重な文化・自然遺産の多くが破壊されてしまった。

### 住宅団地
駅東方には1970年代までに造られた一戸建ての住宅団地・鰭ヶ崎団地が広がり、北東方には1967年開設の東洋学園大学流山キャンパスと1975年に分譲開始された一戸建ての住宅団地・宮園団地（東急不動産）が、南西方には1969年から始まり1980年代までに建物が立ち並ぶようになった南流山の土地区画整理事業地が広がる。

### 主な施設等

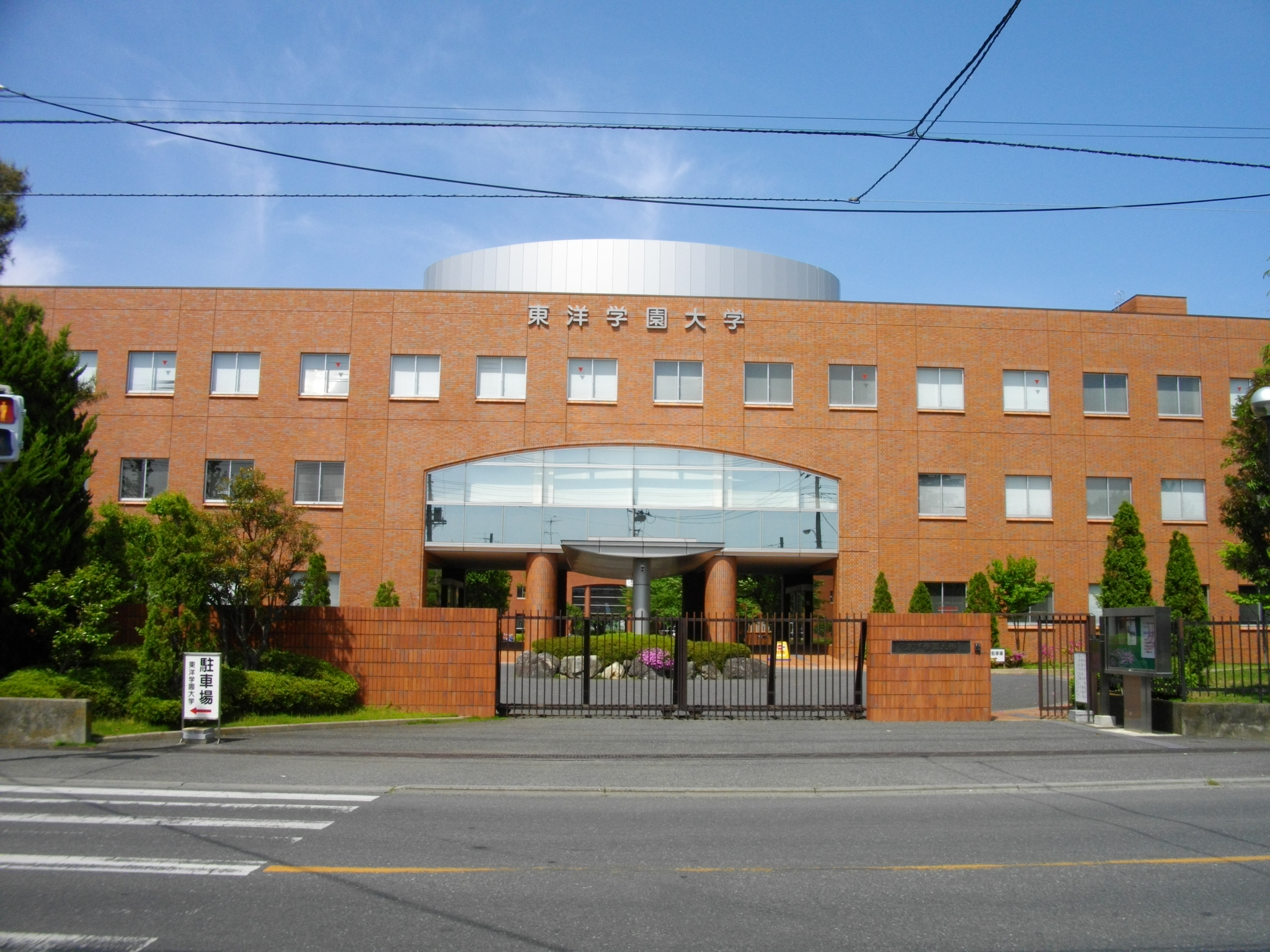
流山市立南流山中学校（旧東洋学園大学 流山校舎）

- 南流山駅（東日本旅客鉄道・首都圏新都市鉄道） - 徒歩約15分[3]。
- 首都圏新都市鉄道鰭ヶ崎変電所
- 流山市立鰭ケ崎小学校
- 流山市立南流山中学校 - 人口増加の為、旧東洋学園大学流山校舎であった現校地に移転した。
- 流山鰭ヶ崎郵便局
- 千葉愛友会記念病院 - 2008年9月1日に流山総合病院から改称[8]。
- 東福寺 - 空海が西暦814年に開山したと伝えられる寺院[9]。鰭ヶ崎の地名の由来となる「竜が背鰭の先（崎）を残した」という伝説がある。左甚五郎作彫刻「目つぶしの鴨」、延命地蔵、金剛力士像などがある[10]。
  - 千仏堂 - 市指定文化財の千体仏を安置[10]。
- 雷神社（いかづちじんじゃ） - 鰭ヶ崎おびしゃ行事は市指定無形民俗文化財[10]。
- 思井の森 - 照葉樹林と雑木林が混じる斜面林で、オオタカが時折飛来する自然豊かな地区。熊野神社（八木郷八村の鎮守）が鎮座。
- 鰭ヶ崎三本松古墳 - 前方後円墳[10]。古墳時代の有力者の墓とされる。江戸時代後期にこの古墳に建てられた石碑には、天明の飢饉の時に盗掘で飢えを凌ごうとした村人がいたが、名主がこれをやめさせ私財を投じて農民を飢えから救ったと記されている。それ以来発掘調査などは行われてこなかったが、区画整理事業に伴い2015年ごろから発掘調査が行われた。
- 山﨑オフィス - アップフロントグループ大株主。関連会社の登記上の本店が複数同居する。
- ちばコープ（コープ南流山）
- マルエツみやぞの店
- 京北スーパー鰭ヶ崎店

## 隣の駅
流鉄
 流山線
小金城趾駅 (RN3) - 鰭ヶ崎駅 (RN4) - 平和台駅 (RN5)